# Ruisseau de Frippès
Le ruisseau de Frippès est une  rivière du sud-ouest de la France, affluent de l'Ander sous-affluent de la Garonne par Truyère et le Lot.

## Géographie
De 10,4 km de longueur, le ruisseau de Frippès prend sa source dans le département du Cantal commune de Paulhac et se jette dans l'Ander en rive droite sur la commune d'Ussel.

## Département et communes traversées
- Cantal : Valuéjols, Ussel, Paulhac.

## Principaux affluents
- Ruisseau de Chambeyrac : 2,6 km